# Marvin Kaplan
 (août 2016).
Si vous disposez d'ouvrages ou d'articles de référence ou si vous connaissez des sites web de qualité traitant du thème abordé ici, merci de compléter l'article en donnant les références utiles à sa vérifiabilité et en les liant à la section « Notes et références ».
Pour les articles homonymes, voir Kaplan.
Marvin Kaplan, né le 24 janvier 1927 à New York (arrondissement de Brooklyn) et mort le 25 août 2016 à Burbank (Californie) est un acteur américain.

## Biographie
Repéré par Katharine Hepburn, Marvin Kaplan débute au cinéma — un petit rôle non crédité — dans Madame porte la culotte de George Cukor (aux côtés de l'actrice et de Spencer Tracy), sorti en 1949.
Il contribue à seulement vingt-quatre autres films américains — le dernier sorti en 2012 —, dont Une rousse obstinée de Melvin Frank et Norman Panama (1950, avec June Allyson et Dick Powell), La Fille à la casquette de Melville Shavelson (1963, avec Paul Newman et Joanne Woodward), Un vendredi dingue, dingue, dingue de Gary Nelson (1976, avec Barbara Harris et Jodie Foster), ou encore Sailor et Lula de David Lynch (1990, avec Nicolas Cage et Laura Dern).
À la télévision, entre 1950 et 2005 (à ce jour), Marvin Kaplan collabore à onze téléfilms et cinquante-sept séries. En particulier, il prête sa voix au chat Choo-Choo (Chouchou en version française) pour la série d'animation Le Pacha (vingt-neuf épisodes, 1961-1962), puis pour le téléfilm y faisant suite Le Pacha et les Chats de Beverly Hills (1987, où il est doublé par Serge Lhorca).
Parmi ses autres séries, citons La Nouvelle Équipe (deux épisodes, 1969), la sitcom Alice (quatre-vingt-deux épisodes, 1978-1985), et On the Air (intégrale en sept épisodes, 1992).
Par ailleurs très actif au théâtre, Marvin Kaplan joue surtout ces dernières années au Theatre West (en) d'Hollywood, entre autres dans la pièce d'Arthur Miller The Price (en), représentée en 2010. De plus, il participe à des pièces radiodiffusées produites par le California Artists Radio Theatre (abrégé CART et basé lui aussi à Hollywood), dont Arsenic et vieilles dentelles de Joseph Kesselring (1993, avec Jeanette Nolan et Kathleen Freeman dans les rôles principaux) et Alice au pays des merveilles, d'après le roman éponyme de Lewis Carroll (1994, avec Samantha Eggar dans le rôle-titre, Roddy McDowall, Jeanette Nolan et Norman Lloyd, notamment).

## Filmographie partielle

### Cinéma

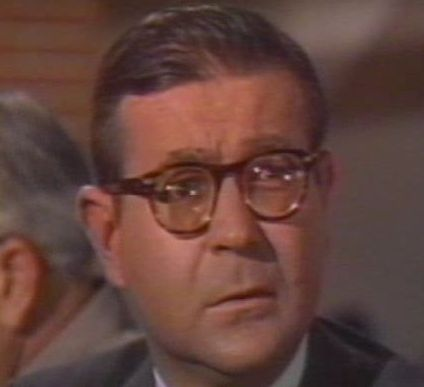
Dans La Fille à la casquette (1963)

- 1949 : Madame porte la culotte (Adam's Rib) de George Cukor : le sténographe du tribunal
- 1950 : La Clé sous la porte (Key to the City) de George Sidney : Francis
- 1950 : Francis d'Arthur Lubin : le lieutenant du premier corps médical
- 1950 : Une rousse obstinée (The Reformer and the Redhead) de Melvin Frank et Norman Panama : Léon
- 1951 : The Fat Man de William Castle : Pinkie
- 1951 : J'accuse cet homme (en) (Criminal Lawyer) de Seymour Friedman : Sam Kutler
- 1951 : Vendeur pour dames (I Can Get It for You Wholesale) de Michael Gordon : Arnold Fisher
- 1951 : Angels in the Outfield de Clarence Brown : Timothy Durney
- 1951 : Symphonie en 6.35 (Behave Yourself!) de George Beck : Max l'Ombrelle
- 1952 : The Fabulous Senorita de R. G. Springsteen : Clifford Van Kunkle
- 1960 : L'Île des Sans-soucis (Wake Me When It's Over) de Mervyn LeRoy : Hap Cosgrove
- 1963 : La Fille à la casquette (A New Kind of Love) de Melville Shavelson : Harry
- 1963 : Docteur Jerry et Mister Love (The Nutty Professor) de Jerry Lewis : l'étudiant anglais
- 1965 : La Grande Course autour du monde (The Great Race) de Blake Edwards : Frisbee
- 1976 : Un vendredi dingue, dingue, dingue (Freaky Friday) de Gary Nelson : le nettoyeur de tapis
- 1980 : Une nuit folle, folle (Midnight Madness) de Michael Nankin et David Wechter : le réceptionniste chez Bonaventure
- 1986 : Hollywood Vice Squad de Penelope Spheeris : l'homme à la poupée
- 1990 : Sailor et Lula (Wild at Heart) de David Lynch :oncle Pooch
- 1991 : Un crime dans la tête (Delirious) de Tom Mankiewicz : le réparateur de machines à écrire
- 1993 : Witchboard 2 : La Planche aux maléfices (Witchboard II : The Devil's Doorway) de Kevin Tenney : Morris

### Télévision
Séries
- 1961 : Dobie Gillis (The Many Loves of Dobie Gillis)
  - Saison 2, épisode 20 The Second Childhood of Herbert T. Gillis : M. Milfloss
- 1961-1962 : Le Pacha (Top Cat), animation
  - Saison unique, 29 épisodes : voix de Chouchou
- 1965 : Sur le pont, la marine ! (McHale's Navy)
  - Saison 3, épisode 32 All Ahead, Empty : Kwazniak
- 1969 : La Nouvelle Équipe (The Most Squad)
  - Saison 1, épisode 15 Flight Five Doesn't Answer de George McCowan : Sol Albert
  - Saison 2, épisode 12 In this Corner – Sol Albert : Sol Albert
- 1974 : Dossiers brûlants (Kolchak : The Night Stalker)
  - Saison unique, épisode 8 Retour aux sources (Bad Medicine) : Delgado
- 1977 : Drôles de dames (Charlie's Angels)
  - Saison 2, épisode 5 Le Cirque de la peur (Circus of Terror) d'Allen Baron : Zobar
- 1978 : Chips (CHiPs)
  - Saison 2, épisode 4 Patrouille catastrophe (Disaster Squad) de Gordon Hessler : Hilmer Nelson
- 1978-1985 : Alice
  - Saisons 2 à 9, 82 épisodes : Henry
- 1979 : Embarquement immédiat (Flying High)
  - Saison unique, épisode 15 Ladies of the Night : Cutler
- 1986 : MacGyver
  - Saison 1, épisode 21 Affaire de conscience (A Prisoner of Conscience) de Cliff Bole :  le maître des échecs
- 1986 : L'Homme qui tombe à pic (The Fall Guy)
  - Saison 5, épisode 22 Coup de filet (The Bigger They Are) : Joe
- 1988 : Cagney et Lacey (Cagney & Lacey)
  - Saison 7, épisode 21 A Fair Shake : Part I de Reza Badiyi : Jerrold Plotnik
- 1991 : Garfield et ses amis (Garfield and Friends), animation
  - Saison 4, épisode 1 Moo Cow Mutt / Big Bad Buddy Bird / Angel Puss : voix (rôle non spécifié)
- 1992 : On the Air
  - Saison unique, 7 épisodes (intégrale) : Dwight McGonigle
- 1995 : What a Cartoon! (The What a Cartoon Show), animation
  - Saison 1, épisode 12 O. Ratz : Rat in a Hot Tin Can : voix de Dave D. Fly
- 1997 : Johnny Bravo, animation
  - Saison 1, épisode 11 Going Batty / Berry the Butler / Red Faced in the White House : voix de Woody
- 1999 : Urgences (ER)
  - Saison 5, épisode 17 Accident de parcours (Sticks and Stones) : le père de Kornberg
- 2002 : La Guerre des Stevens (Even Stevens)
  - Saison 3, épisode 13 Un ami modèle (Boy on a Rock) : le premier vieil homme

Téléfilms
- 1960 : Tom, Dick and Harry d'Oscar Rudolph : Harry Murphy
- 1987 : Le Pacha et les Chats de Beverly Hills (Top Cat and the Beverly Hills Cats) de Ray Patterson, Paul Sommer et Charles A. Nichols (animation) : voix de Chouchou
- 1989 : Double Your Pleasure de Paul Lynch : Jeff
- 2005 : McBride – L'Ennemi aux mille visages (McBride : The Chameleon Murder) de Kevin Connor : M. Bernard

## Théâtre (sélection)

### Theatre West
- 1996 : Faces of Love de Sol Saks : l'acteur auditionnant
- 2000 : Thicker Than Water de Roy Battochio :  Dr Flanken
- 2000 : The Trial of Othello de Sherwood Schwartz : Lodovico
- 2007 : Morning's at Seven de Paul Osborn : Carl
- 2010 : The Price d'Arthur Miller : Gregory Solomon

### California Artists Radio Theatre (CART)
- 1993 : The Plot to Overthrow Christmas de Norman Corwin : le courrier
- 1993 : Arsenic et vieilles dentelles (Arsenic and Old Lace) de Joseph Kesselring : Dr Einstein
- 1994 : Alice au pays des merveilles (Alice in Wonderland), adaptation par Peggy Webber du roman éponyme de Lewis Carroll : le lapin blanc
- 2007 : The Strange Affliction de Norman Corwin : Kestenbaum / le traumatologue / l'éditeur